# 杜瓦拉希拉
杜瓦拉希拉（1950年9月9日—）是緬甸克欽族的政治人物與律師，曾任克欽國民議會主席，現為反政變立場的緬甸民族團結政府副總統，代理總統職務。

## 生平
杜瓦拉希拉出生於緬甸撣邦北部的勐锡村，曾就讀貴概的基督教中學與臘戍高中，在家鄉勐锡村的學校任教，後通過入學考試入讀仰光大學，主修法律，於1974年獲文學士，1975年獲法學士。
自大學畢業後，杜瓦拉希拉在密支那與臘戍擔任兩年的檢察官，1978年至1994年擔任法律官員，退休後參與許多公民組織，2001年與他人共同創辦英语强化课程学校（IEP，現為文理學院），2004年至2010年任職於梅塔发展基金会（Metta Development Foundation），並與非政府組織合作協助撣邦北部的地區發展，致力於提升當地弱勢族群的生活條件；2010年至2014年任職於希望国际发展机构（Hope International Development Agency）；2014年至2018年獲選北掸邦克钦文學與文化组织（Kachin Literature and Cultural Organization of Northern Shan State）主席；2019年至2021年擔任克欽國民議會主席。
2021年4月16日，杜瓦拉希拉獲反政變的緬甸聯邦議會代表委員會提名為緬甸民族團結政府副總統，為被軍政府扣留的總統温敏代為行使總統職權。9月7日，杜瓦拉希拉宣布即日起反軍方的人民防禦戰爭開打，呼籲各地公民、各少數民族武裝起義反抗軍政府，隨後他在臘戍的住處被緬甸軍方襲擊。
杜瓦拉希拉的母語為克欽語，另外也可流利使用英語、緬甸語與撣語，還可使用載瓦語和浪速語等克欽邦當地語言。

## 註腳
1. ↑  杜瓦为緬甸人名中对克欽族長老的敬称，并非姓氏[2]。